# Теслуй (комуна, Долж)
Теслуй (рум. Teslui) — комуна у повіті Долж в Румунії. До складу комуни входять такі села (дані про населення за 2002 рік):
- Віїшоара-Мошнень (319 осіб)
- Кошерень (145 осіб)
- Пряжба-де-Жос (240 осіб)
- Пряжба-де-Педуре (629 осіб)
- Теслуй (693 особи)
- Урієнь (335 осіб)
- Финтинеле (133 особи)
- Церцел (294 особи)

Комуна розташована на відстані 156 км на захід від Бухареста, 30 км на південний схід від Крайови.

## Населення
За даними перепису населення 2002 року у комуні проживали 2788 осіб.
Національний склад населення комуни:
| Національність | Кількість осіб | Відсоток |
| -------------- | -------------- | -------- |
| румуни         | 2762           | 99,1%    |
| цигани         | 25             | 0,9%     |
| угорці         | 1              | < 0,1%   |

Рідною мовою назвали:
| Мова      | Кількість осіб | Відсоток |
| --------- | -------------- | -------- |
| румунська | 2787           | > 99,9%  |
| угорська  | 1              | < 0,1%   |

Склад населення комуни за віросповіданням:
| Релігія       | Кількість осіб | Відсоток |
| ------------- | -------------- | -------- |
| православні   | 2783           | 99,8%    |
| п'ятдесятники | 1              | < 0,1%   |
| баптисти      | 1              | < 0,1%   |
| адвентисти    | 1              | < 0,1%   |
| мусульмани    | 1              | < 0,1%   |

## Зовнішні посилання
- Дані про комуну Теслуй на сайті Ghidul Primăriilor